# Cesta bojovníka (film)
Cesta bojovníka (v originále Merantau) je indonéský akční film režiséra Garetha Evanse z roku 2009. Hlavní účinkující Iko Uwais zde propaguje bojové umění Pencak Silat. Evans a Uwais později spolupracovali na podobných filmech Zátah: Vykoupení (2011) a jeho pokračování (2014).
Film byl uveden 6. srpna 2009 a v roce 2010 dostal na ActionFestu cenu za nejlepší film.

## Děj
Děj sleduje Yuda z etnika Minangkabaů ze Západní Sumatry, mistra bojového umění Pencak Silat. Jako součást tradice merantau (cestování) muž musí opustit domov a získávat zkušenosti a úspěchy. Yuda má v plánu trénovat silat děti v Jakartě. Na své cestě autobusem potkává Erica. Ten Yuda varuje, že město je zcela odlišné než se domnívá a také, že je obtížné vydělat si na živobytí trénováním bojových umění. Yuda se dozví, že adresa, kde měl zůstat, byla zbořena, takže se stane bezdomovec. V restauraci se Yudovi pokusí dítě jménem Adit, ukrást peněženku. Když malého zloděje dopadne, uvidí Aditovu sestru Astri, když se hádá se svým šéfem. Její šéf, Johnny, začne být na Astri hrubý a Yuda zasahuje. Yuda brání Astri, ale místo vděčnosti je pokárán, protože výsledkem bylo, že přišla o práci. Další den Yuda opět vidí, že Johnny ubližuje Astri. Znovu zasahuje, ale je poražen Johnnyho gorilami. Rychle se vzpamatuje a spěchá Astri na pomoc. Pří jejím zachraňování Yuda zraní Ratgera, Johnnyho šéfa.
Yuda vezme Astri a Adita na staveniště, kde přebývá. Astri vysvětluje jak ji a Adita rodiče před několika lety opustili a jak se o něj od té doby stará. Další den se rozhodnou vzít si z domu své úspory. Yuda se vydává pro peníze sám, ale je chycen při činu a okamžitě je loven obyvateli domu. Yuda s nimi začne bojovat a zároveň se snaží najít Astri a Adita.
Mezitím jsou pronásledováni také Astri a Adit. Astri ukrývá Adita a sama je unesena několika lidmi. Yuda zvládá porazit útočníky a nachází Adita. Slibuje mu, že najde jeho sestru a vyráží do Johnnyho klubu, kde z Johnnyho dostane, kde se nachází Ratger. Yuda se vydává na určené místo za Ratgerem a Astri. Do výtahu k němu přistoupí Eric, který pracuje pro Ratgera a nenechá si vymluvit, že nemusí bojovat.
Ratger znásilní Astri a odveze ji autem  pryč. Mezitím Yuda poráží Erica a stráže a začne pronásledovat Ratgera. Yuda se zachytává jednoho z aut a jede za Ratgerem. Všechny auta míří do doku, kde Astri dali do kontejneru k ostatním ženám. Yuda se dostane přes všechny Ratgerovy stoupence až k Ratgerovi a jeho bratrovi Lucovi.
Lucova smrt Ratgerem těžce otřese a brutálně zaútočí na Yuda. Yuda Ratgera přemůže, ale nezasadí mu smrtící úder. Poté může osvobodit všechny ženy z kontejneru. Jako poslední zůstává Astri. Ratger zezadu zaútočí na Yuda a vrazí mu páčidlo do žaludku. Yudovi se sice ještě daří pohotově Ratgera zabít, ale umírá na zranění. Poslední přání si Yuda přeje, aby Astri vrátila amulet, který mu dala jeho matka.

## Obsazení
| Iko Uwais       | Yuda               |
| Sisca Jessica   | Astri              |
| Yusuf Aulia     | Adit               |
| Christine Hakim | Yudova matka       |
| Mads Koudal     | Ratger             |
| Alex Abbad      | Johnny             |
| Yayan Ruhian    | Eric               |
| Laurent Buson   | Luc                |
| Donny Alamsyah  | Yayan, Yudův bratr |